# 林肯鎮區 (愛荷華州阿珀努斯縣)
林肯鎮區（英語：Lincoln Township）是位於美國愛荷華州阿珀努斯縣的一個行政鎮區。

## 地方資料
根據2010年美國人口普查的數據，林肯鎮區的面積為62.34平方千米，當中陸地面積為62.32平方千米，而水域面積為0.02平方千米。當地共有人口172人，而人口密度為每平方千米2.76人。